# Комбаров Кирило Володимирович
Кири́ло Володи́мирович Комба́ров (нар. 22 січня 1987, Москва) — колишній російський футболіст, правий захисник. Виступав за молодіжну збірну Росії. У 2021 став спортивним директором «Арсенала-2».
Брат-близнюк Дмитра Комбарова. Брати Комбарови займають друге місце в історії чемпіонатів Росії за загальною кількістю матчів серед пар братів (після Березуцький).

## Біографія
Почав займатися футболом з 4-х років. З 1993 року займався у футбольній школі московського «Спартака». Перші тренери — Микола Іванович Паршин, В. Івакін. Вихованець СДЮШОР «Динамо» Москва. Тренер — Юрій Ментюков.
З 2001 року — у московському «Динамо». Дебютував в основному складі клубу в 2006. Відіграв за «Динамо» чотири сезони.
У серпні 2010 Кирило перейшов до іншого московського клубу «Спартак». За «спартаківців» відіграв шість сезонів з невеликими перервами коли 	півзахисник на правах оренди захищав кольори команд «Торпедо» (Москва) та «Спартак-2» (Москва).
У 2016 Комбаров перейшов до томської «Томі», де відіграв чотирнадцять матчів.
Влітку 2017 прийняв пропозицію тульського «Арсеналу» кольори якого захищав до 2021.
Після закінчення сезону 2020/21 завершив кар'єру гравця і став спортивним директором «Арсенала-2».

## Досягнення
Командні
- Бронзовий призер чемпіонату Росії: 2008

Особисті
- Найкращий молодий футболіст російської прем'єр-ліги (лауреат премії «Перша п'ятірка»): 2007
- У списках 33 найкращих футболістів чемпіонату Росії (1): № 3 — 2008.